# 莎莉迪威·迪加玛尼走私毒品案
莎莉迪威·迪加玛尼走私毒品案是指新加坡籍的45岁女毒贩莎莉迪威·迪加玛尼（Saridewi binte Djamani）因走私30.72克二醋吗啡（即纯海洛因），被新加坡当局判处死刑的案件。案发于2016年6月17日，莎莉迪威与41岁的马来西亚籍同案犯在盛港安吉路（Anchorvale Road）的组屋单位内被捕。莎莉迪威走私毒品的行为由来已久，她不否认自己在新加坡当地出售毒品，但表示大部分毒品都是自己吸食的，拿来出售的分量还不到一半，而其储藏的毒品是为了斋月准备的。
然而，法庭并没有采信的莎莉迪威说法，以走私毒品为由判其强制死刑。另一方面，法庭认为莎莉迪威的同案犯仅充当快递员，在案件中起到的作用较小，故被判处终身监禁及15下鞭刑。莎莉迪威随后提出上诉，但被驳回，最终于2023年7月28日被执行绞刑。因此，莎莉迪威也是自2004年3月被执行死刑的颜美云以来，新加坡处死的第一位女性。随着莎莉迪威的死刑日益临近，国际社会纷纷谴责新加坡当局的有关做法，要求从宽处理。

## 人物背景
莎莉迪威·宾特·迪加玛尼（1978年—2023年7月28日）在新加坡出生，其贩毒行为由来已久，此前曾因贩毒坐过一次牢，2014年获释。

## 案件经过与法庭审判
2016年6月17日，时年38岁的莎莉迪威在盛港的组屋单位内，被新加坡中央肃毒局探员工逮捕。逮捕行动前，负责监视的中央肃毒局探员发现莎莉迪威在空荡荡的单位内与另一名男子共处。该名男子名叫穆罕默德·海卡尔·本·阿卜杜拉，马来西亚人，其在乘坐摩托车离开莎莉迪威的单位后，在一个十字路口被探员逮捕，探员在他的随身物品中找出一个装有10050新加坡元的信封，以及5500元现金。在莎莉迪威的单位内，探员发现一个装有毒品的塑料袋，里面有30.72克二醋吗啡（即纯海洛因）。在回应敲门的肃毒探员前，莎莉迪威将几包毒品扔出厨房窗户。
莎莉迪威与穆罕默德·海卡尔被控走私毒品罪，其中莎莉迪威被控走私30.72克二醋吗啡，穆罕默德·海卡尔被控走私28.22克二醋吗啡。根据新加坡的《滥用毒品法》，走私二醋吗啡超过15克即可被强制判处死刑。尽管如此，对于只充当送货角色，或者有限定刑事責任的人士，法官有权酌情判处终身监禁，但还需要处以鞭刑。莎莉迪威与穆罕默德·海卡尔于2018年4月11日出庭受审。
在庭审中，莎莉迪威并未否认自己从组屋单位内出售二醋吗啡、甲基苯丙胺、大麻和硝甲西泮，但也表示在30.72克二醋吗啡中，有19.01克为自己吸食，11.71克供走私。另一方面，莎莉迪威声称自己储藏的毒品是为斋月而准备的，斋月期间她的毒品消耗量比以往都多。莎莉迪威方面递交了一份精神病学报告，显示她有持续的抑郁症、严重的物质使用障碍。她表示自己的证词并非按照本意说出，因为她有藥物戒斷症状，无法连贯、准确地说出自己所犯的罪行。至于莎莉迪威的同案犯穆罕默德·海卡尔，他作证称自己负责将毒品交给莎莉迪威，并不知道所传递的物品是二醋吗啡，还以为是药品，用于缓解疼痛或增强性表现。
2018年7月6日，经过长达13天的审讯，法官施奇恩下达判决。施奇恩对莎莉迪威的辩护表示不认可，认为其有关二醋吗啡消耗量的说法前后不一。在接受警方问询的时候，莎莉迪威说自己自2014年刑满出狱后便不再吸食海洛因；但在法庭上，她声称自己的毒瘾复发，而且很严重。2016年6月被捕后，尿液检测显示她体内没有毒品迹象。施奇恩还发现其他的前后不一致的地方，认为她试图在淡化自己吸毒的量。他表示，莎莉迪威虽然吸食毒品已经很长一段时间了，但并没有精神错乱的迹象，故无法相信莎莉迪威储藏两年量的毒品，每隔三天只会摄入一或两条。如果按照一或两条的量来算，这些毒品足够莎莉迪威服用282天。因此，施奇恩认为莎莉迪有罪，并裁定其罪名成立。类似地，施奇恩也不认可穆罕默德·海卡尔的辩护，再加上他无法反驳检方认为他知道带给莎莉迪威的东西是毒品的推论，故同样认为他犯有毒品走私罪。
在量刑阶段，法官施奇恩根据案件证据，认为莎莉迪威并不担任送货角色，也不存在限定刑事責任的情况，故按照该案量刑的唯一选项，直接判处其死刑，而不是终身监禁。莎莉迪威的律师称会就判决及量刑提出上诉。另一方面只充当送货角色的穆罕默德·海克尔在警方调查期间尽力提供帮助，故没有判处其绞刑，而是终身监禁，以及鞭刑15下。穆罕默德·海克尔没有提出上诉，目前正在樟宜監獄服刑。

## 上诉
死刑判决下达后，莎莉迪威向新加坡上诉法庭提出上诉，希望用未公开的药物证据证明自己正承受严重的戒断症状，无法连贯、准确地作陈述。2020年9月16日，上诉法庭批准案件发回重审，由高等法院原审法官主持减刑听证会。然而在2022年6月28日的听证会上，原审法官施奇恩在法庭陈词阶段认位莎莉迪威“顶多只有轻度至中度的甲基苯丙胺戒断症状”，症状“轻微且不明显”，故其陈词能力并未受到损害。因此，施奇恩再度认为莎莉迪威走私毒品罪名成立，维持死刑判决。
听证会过后，莎莉迪威再度向上诉法庭上诉，于同年10月6日被新加坡首席大法官梅达顺、上诉法庭法官潘文龙和郑永光驳回，同时三位法官确认了初审法官的调查结果。
自2018年被判死刑以来，莎莉迪威在死囚牢房监禁了五年，是死囚牢房中仅有两位女死囚的其中一位，另一位是因在2013年走私26.29克二醋吗啡被判死刑的蒂卡·佩西克（Tika Pesik）。2017年9月，蒂卡与两位从犯中当中的哈姆扎·易卜拉欣（Hamzah Ibrahim）被判死刑，另一位从犯穆罕默德·法里德·苏迪（Muhammad Farid Sudi）被判终身监禁，附加鞭刑。蒂卡与哈姆扎也在2018年提出上诉，结果也是维持原判。到莎莉迪威的死刑执行命令正式下达的时候，蒂卡和哈姆扎仍被一起关在死囚牢房。

## 死刑令
2023年7月21日，当局正式向莎莉迪威下达死刑令，安排与一个星期后的2023年7月28日执行死刑。就在莎莉迪威的家人收到死刑令的两天前，56岁的新加坡籍毒贩莫哈末·阿齐兹·本·侯赛因（Mohd Aziz bin Hussain）的家人也接到死刑令，显示他将于2023年7月26日执行死刑。莫哈末·阿齐兹于2018年因走私50克二醋吗啡被定罪，判处死刑，同年上诉被驳回。
社运人士科基拉·安纳玛莱（Kokila Annamalai）表示，莎莉迪威是新加坡近20年来第一个被判绞刑的女性。在莎莉迪威之前，一位名叫颜美云的理发师因走私30.16克二醋吗啡，于2003年3月21日被判处死刑。后来颜美云提出上诉，但被驳回。最终，37岁的颜美云于2004年3月19日在樟宜监狱执行绞刑，同日执行绞刑的还有在另一起案件中谋杀室友的37岁中国籍男子金宇刚（Jin Yugang，音）。
2023年，在莎莉迪威的死刑命令下达前，新加坡当局分别于2023年4月26日和5月17日对毒贩谭加拉朱·苏皮亚和穆罕默德·法扎尔·莫赫德·谢里夫（Muhammad Faizal Mohd Shariff）执行了死刑。自2022年3月以来，新加坡当局已经对13名毒贩执行死刑。
莎莉迪威和莫哈末·阿齐兹在正式执行死刑的四天前才下达，引发外界批评。接到两位死刑犯消息的公民团体“变革性集体正义”（Transformative Collective Justice）批评新加坡当局仓促执行死刑。國際特赦組織呼吁新加坡政府将两人的刑期减至无期徒刑，同时暂停对死囚牢房中毒贩执行死刑，认为执行死刑的做法“残酷无情”。总部设在巴黎的国际人权联盟发表公开信，谴责新加坡对莎莉迪威和莫哈末·阿齐兹执行死刑，认为批准对毒贩执行死刑的做法公然侵犯生命权。尽管外界纷纷求情，莫哈末·阿齐兹还是于2023年7月26日被执行绞刑，成为踏入2023年来，第三位被执行死刑的人士。随着莫哈末·阿齐兹被正式执行死刑，莎莉迪威也成为新加坡唯一一个等待死刑的囚犯；即便在莫哈末·阿齐兹被执行绞刑后，人权团体仍在继续坑恳求当局宽恕莎莉迪威。
而纵观新加坡所在东南亚地区的其他国家，泰国已经批准大麻合法化，马来西亚也废除了所有死刑罪名的强制性死刑，故新加坡仍然安排死刑的做法被外界批评落后于各国纷纷废除死刑的潮流。随着莎莉迪威与其他死刑犯的执行日期日益临近，外界要求从宽处理的声音逐渐高涨。此前批评新加坡当局对谭加拉朱和纳加德兰·法马林伽执行死刑的英国亿万富豪理查德·布蘭森提前一天发出公开信，反对新加坡当局计划对莎莉迪威执行死刑。在请求当局宽大处理的同时，布兰森认为死刑并不定起到有效的震慑作用，只会影响到处于社会边缘的小毒贩，因此当局应该在计划日期前推迟执行。

## 执行死刑
2023年7月28日上午，莎莉迪威成为新加坡自2022年3月新冠肺炎疫情以来，第15个被执行死刑的犯人，同时也成为新加坡自2004年以来的第一位女囚犯。中央肃毒局确认莎莉迪威的死刑如期执行，表示莎莉迪威已获得充分的正当程序，不享有在绞刑前请求总统宽大处理的权利。
莎莉迪威被执行死刑没多久，有报道指一名马来裔的前送货员也因犯有走私二醋吗啡，定于2023年8月3日执行绞刑。这位名叫穆罕默德·沙勒·阿卜杜勒·拉蒂夫，因走私54.04克二醋吗啡，于2019年被判罪名成立，后被送往死刑牢房。穆罕默德·沙勒被行刑当日已确认被正法。
针对一周之内新加坡处决两名死刑犯、科威特处决五名死刑犯，联合国人权事务高级专员办事处发言人赛义夫·马甘戈（Seif Magango）予以谴责，强调人权高专办“反对在任何情形下执行死刑”。在莎莉迪威被执行死刑事件的声明中，國際特赦組織称新加坡最近一连串死刑执行“非法”，同时提及加纳全面废除死刑（与新加坡当局对莎莉迪威执行死刑发生在同一个礼拜），敦促新加坡当局看齐废除死刑的国际潮流。
即便新加坡在2023年7月至8月间对莎玛迪威等三名毒贩执行死刑引发国际社会批评，大多数新加坡民众还是对死刑持支持态度。曾在十年间代表多位死刑毒贩打官司的刑事律师罗玲玲表示新加坡持续出现吸毒贩毒的现象，死刑一直保留，这是因为死刑能有效遏制毒品犯罪，废除就会导致犯罪上升。而截至穆罕默德·沙勒被正法的2023年8月3日，新加坡还有50人等待接受死刑，其中三人为杀人犯，其余47人为毒贩。